# Hycovid

Hycovid est un essai clinique piloté par le CHU d'Angers et mené depuis le 1er avril dans près de 40 hôpitaux, pour mesurer l'efficacité de l'hydroxychloroquine sur de patients atteints de formes peu sévères de Covid-19, mais avec d'importants risques d'aggravation.

## Historique
L'essai clinique Hycovid a été lancé le 1er avril 2020,, à la suite de l'essai clinique Discovery. Aucune date de première communication des résultats n'est annoncée.
Le communiqué de presse de lancement s’intitule « Hycovid : pour mettre fin au débat sur l’hydroxychloroquine dans le Covid-19 », mais il ne s'agit pas de tester la bi-thérapie proposée par Didier Raoult. Vincent Dubée, l'infectiologue au CHU d’Angers qui pilote l’essai, explique en effet qu'« il est crucial avant de se lancer dans des études avec une association de molécules de montrer que l’hydroxychloroquine seule est active [et qu’elle n’est pas toxique], ce d’autant plus qu’on sait qu’il y a une toxicité cumulative de l’azithromycine en association avec l’hydroxychloroquine ». Cette toxicité au niveau du trouble du rythme cardiaque est documentée dans les RCP officiels qui parlent « de cas » pour l'azithromycine et de « fréquence indéterminée » pour l'hydroxychloroquine.

## Protocole
L'essai en double aveugle « Hycovid » doit mesurer l'efficacité de l'hydroxychloroquine seule (l’association hydroxychloroquine/azithromycine présentant un risque trop élevé de toxicité cardiaque) sur 1 300 malades atteints de formes de Covid-19 moins sévères que ceux enrôlés dans Discovery,,. Les patients déjà en réanimation sont exclus.

## Déroulement
L'essai est suspendu le 26 mai 2020 et clos le 18 juin. Seuls 250 patients ont été inclus. Un article prépublié montre une diminution de la mortalité 1 % à jour 14, et 46 % à jour 28, mais ces résultats ne sont pas statistiquement significatifs en raison du nombre insuffisant de patients.

## Conclusion
Le CHU d'Angers publie les résultats le 19 octobre 2020  .